# Doyen masculin de l'humanité
Le doyen masculin de l'humanité est l'homme le plus âgé dans le monde.

## Liste des doyens masculins de l'humanité
Les doyens masculins de l'humanité successifs sont :
| Devenu doyen masculin à partir de | Nom                           | Devenu doyen masculin à l’âge de | Âge lors du décès    | Naissance         | Décès (doyen masculin jusqu’au) | Durée de conservation du titre | Pays d’origine         |
| --------------------------------- | ----------------------------- | -------------------------------- | -------------------- | ----------------- | ------------------------------- | ------------------------------ | ---------------------- |
| Non identifié                     | Wayland Newell                |                                  | 108 ans et 2 jours   | 15 septembre 1846 | 17 septembre 1954               | Pas de donnée                  | États-Unis             |
| 17 septembre 1954                 | Mathias Hansen Saether        | 105                              | 108 ans et 78 jours  | 21 octobre 1848   | 7 janvier 1957                  | 843 jours                      | Norvège                |
| 7 janvier 1957                    | Robert Alexander Early        | 107                              | 111 ans et 1 jour    | 8 octobre 1849    | 9 octobre 1960                  | 1371 jours                     | États-Unis             |
| 9 octobre 1960                    | Willem Kostering              | 108                              | 109 ans et 17 jours  | 22 novembre 1851  | 9 décembre 1960                 | 61 jours                       | Pays-Bas               |
| 9 décembre 1960                   | Sylvester Melvin              | 107                              | 110 ans et 103 jours | 29 novembre 1851  | 12 mars 1962                    | 458 jours                      | États-Unis             |
| 12 mars 1962                      | Joseph Saint-Amour            | 110                              | 110 ans et 18 jours  | 26 février 1852   | 16 mars 1962                    | 4 jours                        | Canada                 |
| 16 mars 1962                      | William Smith                 | 108                              | 108 ans et 267 jours | 28 février 1854   | 22 novembre 1962                | 251 jours                      | États-Unis             |
| 22 novembre 1962                  | James King                    | 107                              | 112 ans et 202 jours | 15 novembre 1854  | 5 juin 1967                     | 1656 jours                     | États-Unis             |
| 6 août 1965                       | John Mosley Turner            | 109                              | 111 ans et 280 jours | 15 juin 1856      | 21 mars 1968                    | 290 jours                      | Royaume-Uni            |
| 21 mars 1968                      | Eli Lindsay                   | 110                              | 110 ans et 270 jours | 28 février 1858   | 24 novembre 1968                | 248 jours                      | Royaume-Uni Canada     |
| 24 novembre 1968                  | John Chaney                   | 109                              | 109 ans et 75 jours  | 12 octobre 1859   | 26 décembre 1968                | 32 jours                       | États-Unis             |
| 26 décembre 1968                  | William Lamb                  | 109                              | 109 ans et 149 jours | 24 novembre 1859  | 22 avril 1969                   | 117 jours                      | États-Unis             |
| 22 avril 1969                     | John Johnson                  | 108                              | 109 ans et 222 jours | 27 mai 1860       | 4 janvier 1970                  | 257 jours                      | États-Unis             |
| 4 janvier 1970                    | Theophilius May               | 108                              | 110 ans et 331 jours | 5 janvier 1861    | 2 décembre 1971                 | 697 jours                      | États-Unis             |
| 2 décembre 1971                   | Friedrich Wedeking            | 107                              | 110 ans et 207 jours | 10 octobre 1862   | 5 mai 1973                      | 520 jours                      | Allemagne              |
| 5 mai 1973                        | Isaac Edwards                 | 109                              | 110 ans et 316 jours | 6 décembre 1863   | 18 octobre 1974                 | 531 jours                      | États-Unis             |
| 18 octobre 1974                   | James Holt                    | 108                              | 111 ans et 13 jours  | 25 décembre 1865  | 7 janvier 1977                  | 812 jours                      | États-Unis             |
| 7 janvier 1977                    | Jean Teillet                  | 110                              | 110 ans et 131 jours | 6 novembre 1866   | 17 mars 1977                    | 69 jours                       | France                 |
| 17 mars 1977                      | Charlie Nelson                | 109                              | 110 ans et 333 jours | 21 septembre 1867 | 20 août 1978                    | 521 jours                      | États-Unis             |
| 20 août 1978                      | Charlie Philips               | 108                              | 110 ans et 123 jours | 5 mai 1870        | 5 septembre 1980                | 747 jours                      | États-Unis             |
| 5 septembre 1980                  | Zachariah Blackistone         | 109                              | 111 ans et 61 jours  | 16 février 1871   | 18 avril 1982                   | 590 jours                      | États-Unis             |
| 18 avril 1982                     | James Nash                    | 109                              | 110 ans et 216 jours | 31 juillet 1872   | 4 mars 1983                     | 320 jours                      | États-Unis             |
| 4 mars 1983                       | Walter Wilcox                 | 110                              | 110 ans et 283 jours | 1er novembre 1872 | 11 août 1983                    | 160 jours                      | États-Unis             |
| 11 août 1983                      | Gregory Pandazes              | 110                              | 110 ans et 341 jours | 15 janvier 1873   | 22 décembre 1983                | 133 jours                      | Grèce États-Unis       |
| 22 décembre 1983                  | Randolph Davis                | 110                              | 111 ans et 61 jours  | 15 octobre 1873   | 15 décembre 1984                | 359 jours                      | États-Unis             |
| 15 décembre 1984                  | Joe Thomas                    | 109                              | 111 ans et 227 jours | 1er mai 1875      | 14 décembre 1986                | 729 jours                      | États-Unis             |
| 14 décembre 1986                  | Herman Smith-Johannsen,       | 111                              | 111 ans et 204 jours | 15 juin 1875      | 5 janvier 1987                  | 22 jours                       | Norvège Canada         |
| 5 janvier 1987                    | Alphée Philémon Cole          | 110                              | 112 ans et 136 jours | 18 juillet 1876   | 25 novembre 1988                | 690 jours                      | États-Unis             |
| 25 novembre 1988                  | John Evans                    | 111                              | 112 ans et 295 jours | 19 août 1877      | 10 juin 1990                    | 562 jours                      | Royaume-Uni            |
| 10 juin 1990                      | Henri Pérignon                | 110                              | 110 ans et 247 jours | 14 octobre 1879   | 18 juin 1990                    | 8 jours                        | France                 |
| 18 juin 1990                      | Robert Freeman                | 110                              | 111 ans et 2 jours   | 22 décembre 1879  | 24 décembre 1990                | 189 jours                      | États-Unis             |
| 24 décembre 1990                  | Frederick L. Frazier          | 111                              | 113 ans et 138 jours | 25 janvier 1880   | 14 juin 1993                    | 903 jours                      | États-Unis             |
| 14 juin 1993                      | Josep Armangol Jover          | 111                              | 112 ans et 181 jours | 23 juillet 1881   | 20 janvier 1994                 | 220 jours                      | Espagne                |
| 20 janvier 1994                   | Christian Mortensen           | 111                              | 115 ans et 252 jours | 16 août 1882      | 25 avril 1998                   | 1556 jours                     | Danemark États-Unis    |
| 25 avril 1998                     | Walter Richardson             | 112                              | 113 ans et 48 jours  | 7 novembre 1885   | 25 décembre 1998                | 244 jours                      | États-Unis             |
| 25 décembre 1998                  | Denzo Ishizaki                | 112                              | 112 ans et 191 jours | 20 octobre 1886   | 29 avril 1999                   | 125 jours                      | Japon                  |
| 29 avril 1999                     | Antonio Hernández-Urrea       | 111                              | 111 ans et 272 jours | 18 février 1888   | 15 novembre 1999                | 200 jours                      | Espagne                |
| 15 novembre 1999                  | John Painter                  | 111                              | 112 ans et 162 jours | 20 septembre 1888 | 1er mars 2001                   | 472 jours                      | États-Unis             |
| 1er mars 2001                     | Antonio Todde                 | 112                              | 112 ans et 346 jours | 22 janvier 1889   | 3 janvier 2002                  | 308 jours                      | Italie                 |
| 3 janvier 2002                    | Yūkichi Chūganji              | 112                              | 114 ans et 189 jours | 23 mars 1889      | 28 septembre 2003               | 633 jours                      | Japon                  |
| 28 septembre 2003                 | Joan Riudavets Moll           | 113                              | 114 ans et 81 jours  | 15 décembre 1889  | 5 mars 2004                     | 159 jours                      | Espagne                |
| 5 mars 2004                       | Fred Hale                     | 113                              | 113 ans et 354 jours | 1er décembre 1890 | 19 novembre 2004                | 259 jours                      | États-Unis             |
| 19 novembre 2004                  | Emiliano Mercado del Toro     | 113                              | 115 ans et 156 jours | 11 août 1891      | 24 janvier 2007                 | 796 jours                      | Porto Rico             |
| 24 janvier 2007                   | Tomoji Tanabe                 | 111                              | 113 ans et 274 jours | 18 septembre 1895 | 19 juin 2009                    | 877 jours                      | Japon                  |
| 19 juin 2009                      | Henry Allingham               | 113                              | 113 ans et 42 jours  | 6 juin 1896       | 18 juillet 2009                 | 29 jours                       | Royaume-Uni            |
| 18 juillet 2009                   | Walter Breuning               | 112                              | 114 ans et 205 jours | 21 septembre 1896 | 14 avril 2011                   | 635 jours                      | États-Unis             |
| 14 avril 2011                     | Horacio Céli Mendoza          | 114                              | 114 ans et 265 jours | 3 janvier 1897    | 25 septembre 2011               | 164 jours                      | Pérou                  |
| 25 septembre 2011                 | Jirōemon Kimura               | 114                              | 116 ans et 54 jours  | 19 avril 1897     | 12 juin 2013                    | 626 jours                      | Japon                  |
| 12 juin 2013                      | Salustiano Sanchez            | 112                              | 112 ans et 97 jours  | 8 juin 1901       | 13 septembre 2013               | 93 jours                       | Espagne États-Unis     |
| 13 septembre 2013                 | Ernest Peronneau              | 111                              | 112 ans et 19 jours  | 7 mars 1902       | 26 mars 2014                    | 194 jours                      | États-Unis             |
| 26 mars 2014                      | Arturo Licata                 | 111                              | 111 ans et 357 jours | 2 mai 1902        | 24 avril 2014                   | 29 jours                       | Italie                 |
| 24 avril 2014                     | Alexander Imich               | 111                              | 111 ans et 124 jours | 4 février 1903    | 8 juin 2014                     | 45 jours                       | Pologne États-Unis     |
| 8 juin 2014                       | Sakari Momoi                  | 111                              | 112 ans et 150 jours | 5 février 1903    | 5 juillet 2015                  | 392 jours                      | Japon                  |
| 5 juillet 2015                    | Yasutaro Koide                | 112                              | 112 ans et 312 jours | 13 mars 1903      | 19 janvier 2016                 | 198 jours                      | Japon                  |
| 19 janvier 2016                   | Yisrael Kristal               | 112                              | 113 ans et 330 jours | 15 septembre 1903 | 11 août 2017                    | 571 jours                      | Pologne Israël         |
| 11 août 2017                      | Francisco Núñez Olivera       | 112                              | 113 ans et 47 jours  | 13 décembre 1904  | 29 janvier 2018                 | 171 jours                      | Espagne                |
| 29 janvier 2018                   | Masazou Nonaka                | 112                              | 113 ans et 179 jours | 25 juillet 1905   | 20 janvier 2019                 | 355 jours                      | Japon                  |
| 20 janvier 2019                   | Gustav Gerneth                | 113                              | 114 ans et 6 jours   | 15 octobre 1905   | 21 octobre 2019                 | 274 jours                      | Pologne Allemagne      |
| 21 octobre 2019                   | Tomas Pinales Figuereo        | 113                              | 114 ans et 177 jours | 31 mars 1906      | 24 septembre 2020               | 339 jours                      | République dominicaine |
| 24 septembre 2020                 | Emilio Flores Marquez         | 111                              | 113 ans et 4 jours   | 8 août 1908       | 12 août 2021                    | 322 jours                      | Porto Rico             |
| 12 août 2021                      | Saturnino de la Fuente García | 112                              | 112 ans et 341 jours | 11 février 1909   | 18 janvier 2022                 | 159 jours                      | Espagne                |
| 18 janvier 2022                   | Juan Vicente Pérez Mora       | 112                              | 114 ans et 311 jours | 27 mai 1909       | 2 avril 2024                    | 805 jours                      | Venezuela              |
| 2 avril 2024                      | Shi Ping,                     | 112                              | 112 ans et 241 jours | 1er novembre 1911 | 29 juin 2024                    | 88 jours                       | Chine                  |
| 29 juin 2024                      | John Tinniswood               | 111                              | 112 ans et 91 jours  | 26 août 1912      | 25 novembre 2024                | 149 jours                      | Royaume-Uni            |
| 25 novembre 2024                  | João Marinho Neto             | 112                              | 112 ans et 303 jours | 5 octobre 1912    | Vivant                          | 252 jours en cours             | Brésil                 |

## Évolution de l'âge record masculin
| Nom                      | Sexe | Date de naissance | Date de décès   | Âge au décès       | Nationalité (pays)  | Date de début du record | Durée du record              |
| ------------------------ | ---- | ----------------- | --------------- | ------------------ | ------------------- | ----------------------- | ---------------------------- |
| Eilif Philipsen,         | H    | 21 juillet 1682   | 20 juin 1785    | 102 ans, 333 jours | Norvège             | Inconnue                | Pas de donnée                |
| Ferdinand Ashmall        | H    | 9 janvier 1695    | 5 février 1798  | 103 ans, 27 jours  | Royaume-Uni         | 9 décembre 1797         | 15 ans, 326 jours            |
| Bartholomew Johnson      | H    | 3 octobre 1710    | 14 février 1814 | 103 ans, 127 jours | Royaume-Uni         | 31 octobre 1813         | 14 ans, 63 jours             |
| Lorenzo Malori           | H    | 27 août 1724      | 16 mars 1830    | 105 ans, 201 jours | Italie              | 2 janvier 1828          | 6 ans, 223 jours             |
| Pierre Darcourt          | H    | 23 janvier 1729   | 11 mai 1837     | 108 ans, 108 jours | Belgique            | 13 août 1834            | 62 ans, 148 jours            |
| Geert Adriaans Boomgaard | H    | 21 septembre 1788 | 3 février 1899  | 110 ans, 135 jours | Pays-Bas            | 8 janvier 1897          | 63 ans, 44 jours             |
| Robert Alexander Early   | H    | 8 octobre 1849    | 9 octobre 1960  | 111 ans, 1 jour    | États-Unis          | 21 février 1960         | 5 ans, 269 jours             |
| James King               | H    | 15 novembre 1854  | 5 juin 1967     | 112 ans, 202 jours | États-Unis          | 17 novembre 1965        | 24 ans, 113 jours            |
| John Evans               | H    | 19 août 1877      | 10 juin 1990    | 112 ans, 295 jours | Royaume-Uni         | 10 mars 1990            | 2 ans, 251 jours             |
| Frederick L. Frazier     | H    | 25 janvier 1880   | 14 juin 1993    | 113 ans, 138 jours | États-Unis          | 16 novembre 1992        | 3 ans, 47 jours              |
| Christian Mortensen      | H    | 16 août 1882      | 25 avril 1998   | 115 ans, 252 jours | États-Unis Danemark | 2 janvier 1996          | 16 ans, 361 jours            |
| Jirōemon Kimura          | H    | 19 avril 1897     | 12 juin 2013    | 116 ans, 54 jours  | Japon               | 28 décembre 2012        | 12 ans, 219 jours (en cours) |